# Пьер, Жан-Жак
Жа́н-Жа́к Пье́р (фр. Jean-Jacques Pierre; 23 января 1981 Леоган, Гаити) — гаитянский футболист, защитник. Выступал в сборной Гаити.

## Клубная карьера
Жан-Жак Пьер начинал профессиональную карьеру футболиста в клубе «Кавали», который расположен в его родном городе. После впечатляющих выступлений его заметили скауты аргентинского «Арсенала» из города Саранди. Отыграв один сезон за новый клуб, Пьер перебрался в другой — «Депортиво Морон». Демонстрирую качественную игру в обороне аргентинского клуба, защитник добился приглашения в уругвайский «Пеньяроль» из города Монтевидео. Здесь он занял твердое место в основе как на матчи регулярного чемпионата, так и на матчи Кубка Либертадорес. В сезоне 2004/05 Жан-Жак Пьер был признан лучшим защитником уругвайского чемпионата.
Его игру заметили в Европе и в августе 2005 года он перебрался во французский футбольный клуб «Нант». В новой команде он также смог быстро застолбить место в основном составе. Первый матч за новый клуб защитник провел 10 сентября 2005 года против команды «Труа». За шесть лет футболист вышел на поле 143 раза и смог забить 4 мяча в ворота соперников.
21 января 2012 года Пьер покинул «Нант». Оставшуюся часть сезона защитник провел в греческом клубе «Паниониос». Летом того же года, перед началом нового сезона, футболист вернулся во Францию. На этот раз он заключил контракт на один год с футбольным клубом «Кан». После хороших выступлений его контракт был продлен ещё на два года. Со второго сезона он являлся бесспорным игроком основного состава и чуть позже стал капитаном команды.

## Карьера в сборной
Жан-Жак Пьер являлся капитаном молодежной сборной Гаити. Его дебют в основной национальной команде состоялся в декабре 2001 года в товарищеском матче с командой Сальвадора. В 2004 году его 2 раза выпускали на поле в матча отборочного цикла Чемпионата мира. В начале 2009 году у него были проблемы с руководством национальной команды Гаити. В его адрес были выдвинуты ложные обвинения. Также он считал, что его недооценивают в сборной. Пьер заявил, что больше не будет играть за эту команду. Однако, он принимал участие в отборочных матчах ЧМ-2010.